# Typhlodaphne nipri
Typhlodaphne nipri is een slakkensoort uit de familie van de Borsoniidae. De wetenschappelijke naam van de soort is voor het eerst geldig gepubliceerd in 1996 door Numanami.